# Quảng trường Tertre
| Quảng trường Tertre | Quảng trường Tertre |
| ------------------- | ------------------- |
|                     |                     |
| Quận                | Quận 18             |
| Bắt đầu             | Rue Norvins         |
| Kết thúc            | Rue du Mont-Cenis   |
| Chiều dài           | 359 m               |
| Chiều rộng          | 212 m               |
| Khánh thành         | 1772                |
| Đặt tên             | 1830                |
|                     |                     |
|                     |                     |
| Quảng trường Tertre |                     |

Quảng trường Tertre (tiếng Pháp: Place du Tertre) là một quảng trường nhỏ ở khu phố Montmartre, Quận 18 thành phố Paris. Tuy tên của nó có nghĩa là "quảng trường" nhưng thực tế đây chỉ là một khoảng không gian nhỏ, được bao bọc bởi các nhà hàng và quán cà phê xung quanh. Trong tiếng Pháp, tertre có nghĩa là mô đất.
| Métro Paris | Bến tàu điện ngầm: Abbesses hoặc Anvers |

Ở độ cao khoảng 130 mét, nằm rất gần nhà thờ Sacré-Cœur, quảng trường Tertre là một địa điểm luôn tấp nập khách du lịch. Ở giữa, một sân rộng lát đá trồng cây xanh, được các nhà hàng ở bên sử dụng cho khách hàng ngồi ăn ngoài trời, thường vào buổi tối. Khoảng thời gian còn lại là nơi tập trung các họa sĩ vẽ chân dung, biếm họa cho du khách. Ngay cạnh quảng trường còn có Không gian Dalí, nơi trưng bày các tác phẩm của họa sĩ Salvador Dalí.
Thuộc khu phố Montmarte, địa điểm này từng là nơi tập trung của nhiều họa sĩ lớn đầu thế kỷ 20. Không xa quảng trường Tertre, còn có quán cabaret Lapin Agile nổi tiếng ở số 22 phố Saules hay Moulin de la Galette trên phố Lepic.

## Hình ảnh

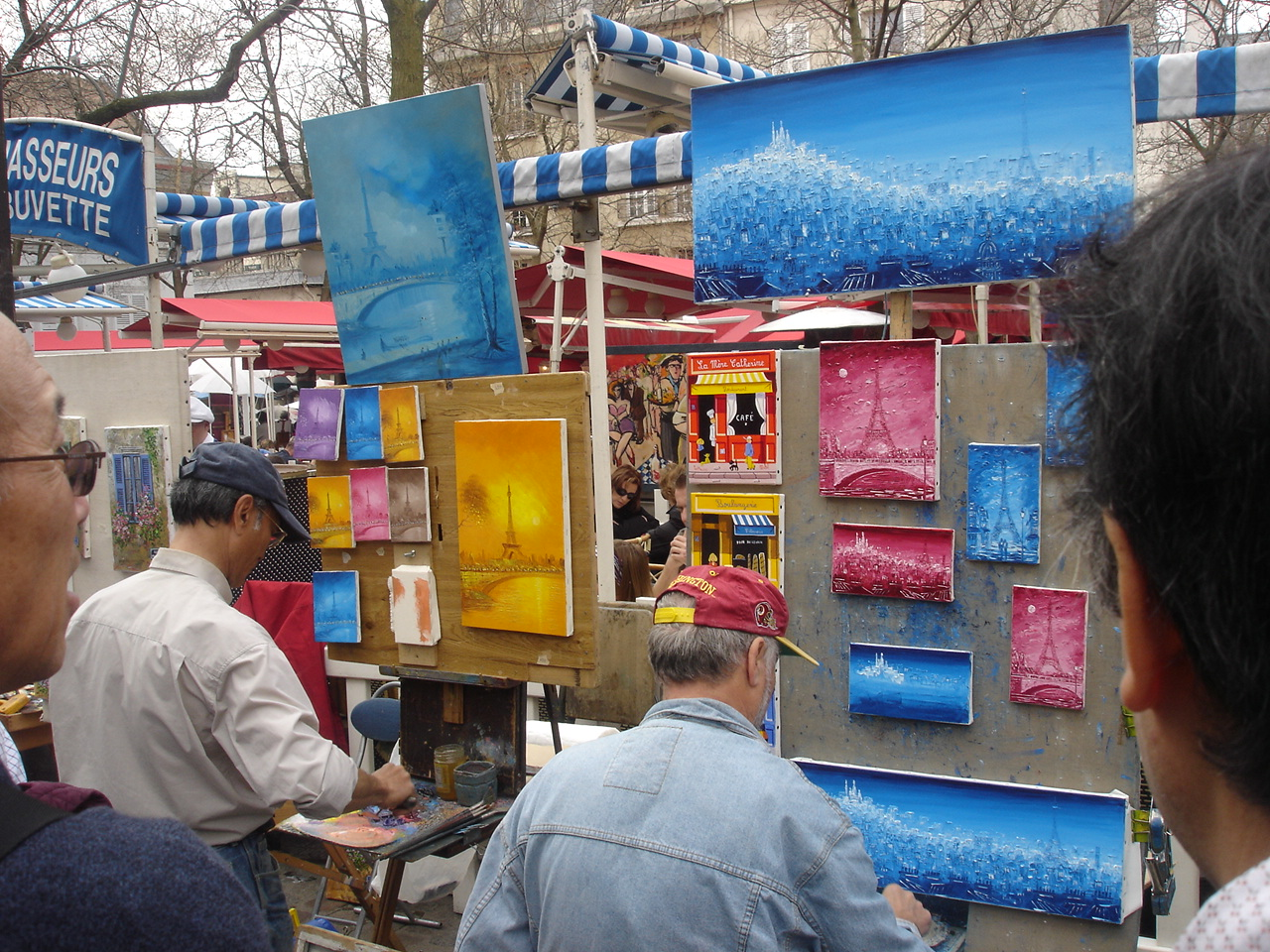
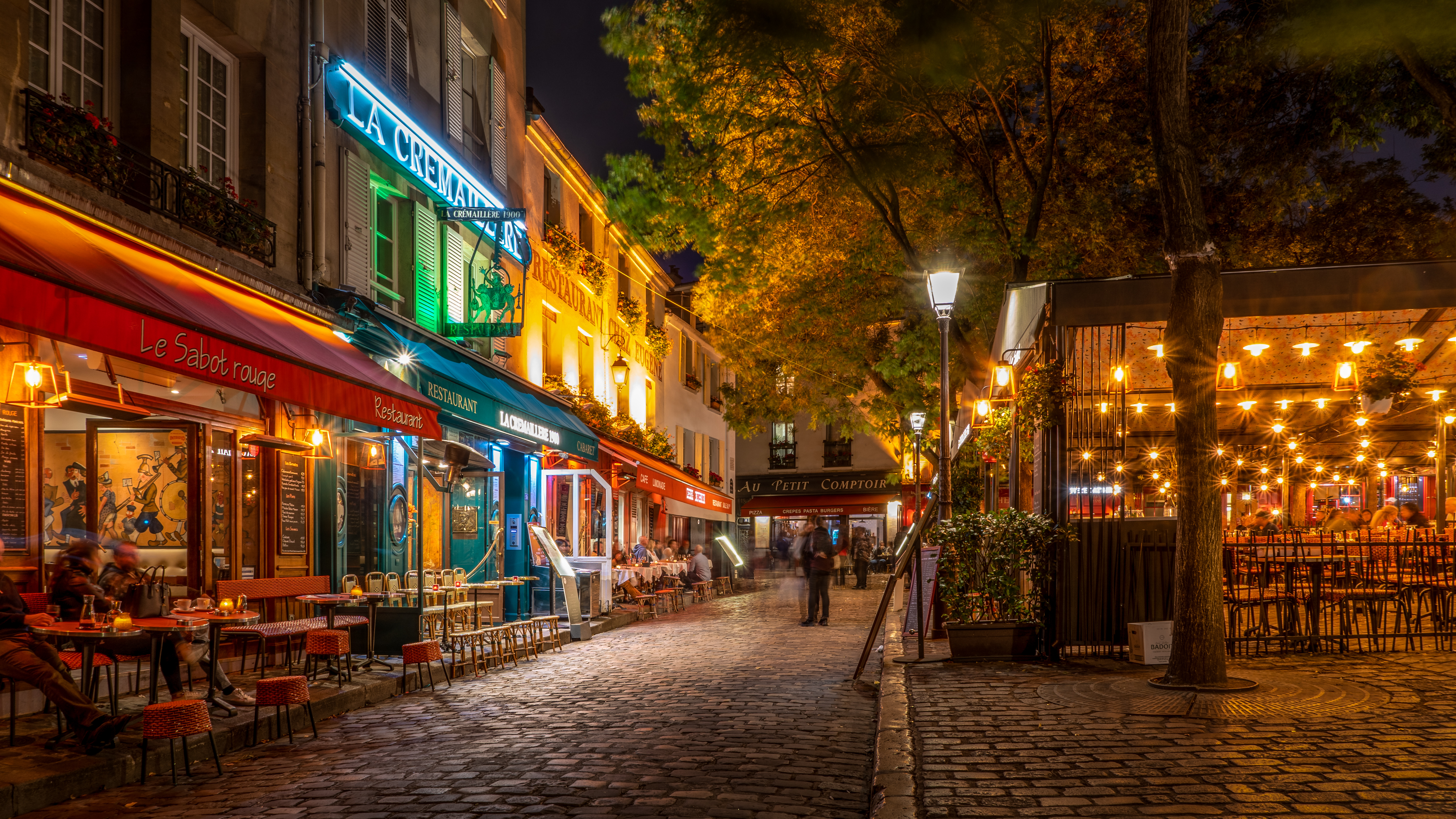
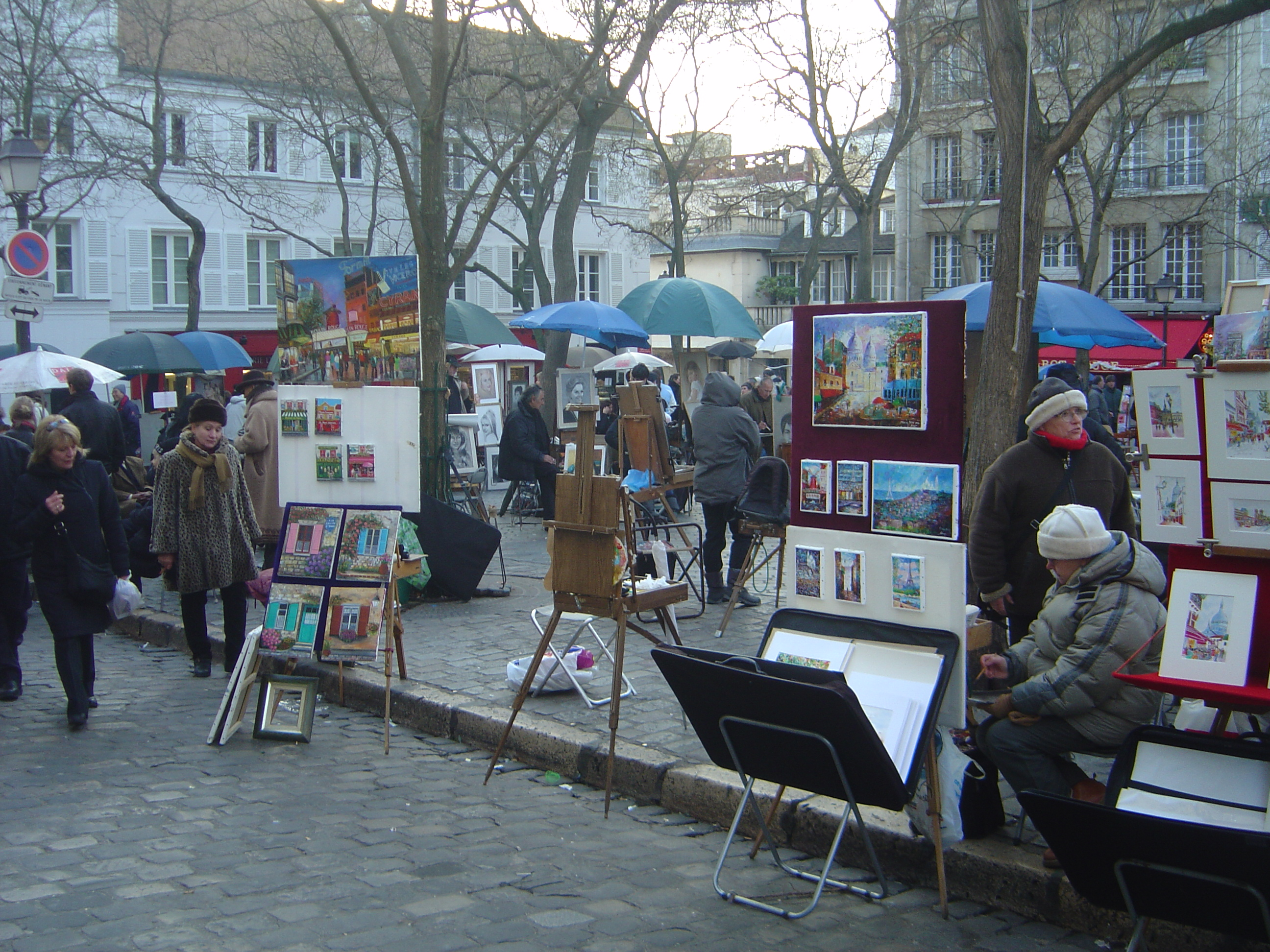
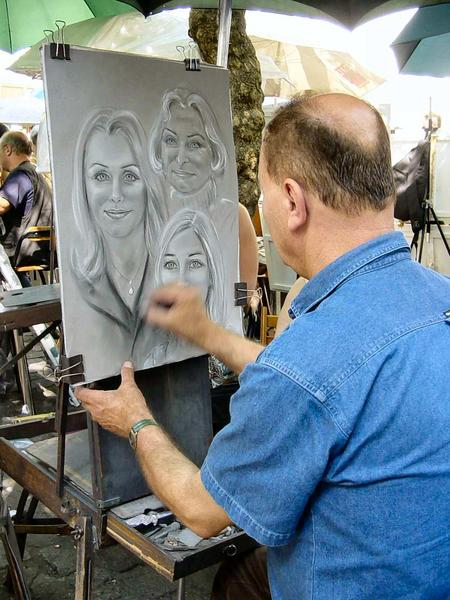
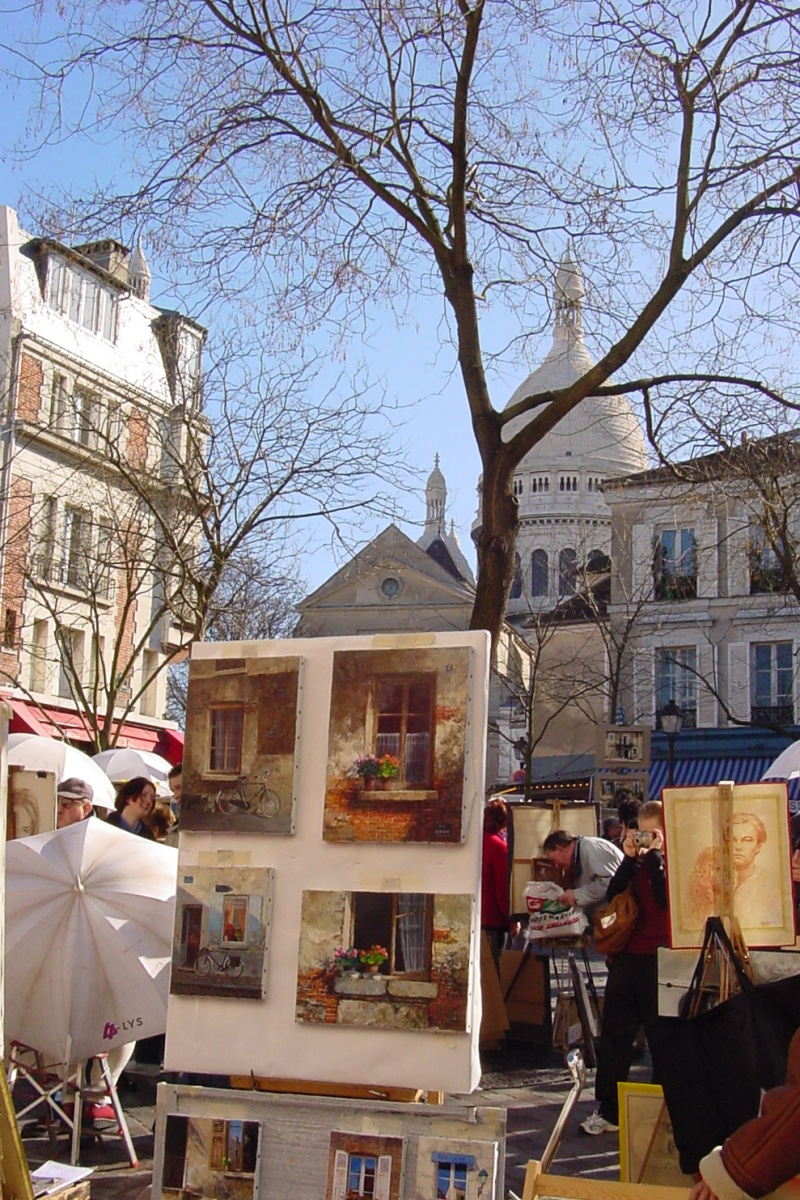